# Björn Bjelfvenstam
Björn Erik Bjelfvenstam, född 19 februari 1929 i Uppsala, är en svensk skådespelare.

## Biografi
Björn Bjelfvenstam är son till studierektorn Erik Bjelfvenstam och Karin Jacobsson samt bror till Bo Bjelfvenstam och farbror till Jonas Bjelfvenstam. Han började sin skådespelarkarriär vid studentteatern i Uppsala. Sedan utbildade han sig först vid Axel Witzanskys teaterskola 1949–1950, Riksteaterns studiosverksamhet samt vid Dramatens elevskola 1951–1953. 1953–1957 var han verksam vid Malmö Stadsteater under Ingmar Bergmans ledning.
Samarbetet med Bergman fanns också i filmer som Kvinnors väntan (1952), Sommarnattens leende (1955) och Smultronstället (1957). Efter en tid vid Vasateatern (1958–1961) slutade han dock som skådespelare och började istället att arbeta först med reklam och därefter som producent och planeringschef vid Sveriges Radio. Han fortsatte dock att göra vissa inhopp i TV-teatern och på scen. Under 1990-talet tog hans skådespelarkarriär fart på nytt då han gjorde rollen som Verner Johnsson i TV-serien Tre Kronor (1994–1998).
Bjelfvenstam var värd i Sommar i P1 den 26 juni 1970 samt den 23 juli 1971.

## Filmografi
- 1952 – Trots
- 1952 – Kvinnors väntan
- 1953 – Skuggan
- 1955 – Kvinnodröm
- 1955 – Sommarnattens leende
- 1956 – Sista paret ut
- 1957 – Smultronstället
- 1959 – Ryttare i blått
- 1960 – Av hjärtans lust
- 1960 – Susanne
- 1965 – En historia till fredag (TV-serie)
- 1971 – Lavforsen – by i Norrland (TV-serie)
- 1990 – Storstad (TV-serie)
- 1992 – Kvällspressen (TV-serie)
- 1994 – Den vite riddaren (TV-serie)
- 1994–1998 – Tre Kronor (TV-serie)

## Teater

### Roller (ej komplett)
| År   | Roll               | Produktion | Regi                | Teater            |
| ---- | ------------------ | --- | ------------------- | ----------------- |
| 1952 | Jack Hunter        | Den tatuerade rosen Tennessee Williams                                                                                         | Ingmar Bergman      | Folkparksturné    |
| 1953 | Förste älskaren    | Sex roller söka en författare Luigi Pirandello                                                                                 | Ingmar Bergman      | Malmö stadsteater |
| 1953 |                    | Jeppe på Berget Ludvig Holberg                                                                                                 | Ebbe Linde          | Malmö stadsteater |
| 1953 |                    | Flickan och gudarna Bertolt Brecht och Paul Dessau                                                                             | Hans Dahlin         | Malmö stadsteater |
| 1953 | Barnabas           | Slottet Max Brod efter en roman av Franz Kafka                                                                                 | Ingmar Bergman      | Malmö stadsteater |
| 1954 |                    | Han som fick leva om sitt liv Pär Lagerkvist                                                                                   | Mats Johansson      | Malmö stadsteater |
| 1954 |                    | Intermezzo Jean Giraudoux | Lars-Levi Læstadius | Malmö stadsteater |
| 1954 |                    | Clownen Beppo Else Fischer | Ingrid Tönsager     | Malmö stadsteater |
| 1954 | Cléante            | Den inbillade sjuke Molière | Lars-Levi Læstadius | Folkparksturné    |
| 1954 |                    | Vildanden Henrik Ibsen | Lars-Levi Læstadius | Malmö stadsteater |
| 1954 |                    | Juno och påfågeln Sean O'Casey                                                                                                 | Mats Johansson      | Malmö stadsteater |
| 1955 |                    | Trettondagsafton eller Vad ni vill William Shakespeare                                                                         | Lars-Levi Læstadius | Malmö stadsteater |
| 1955 |                    | Påsk August Strindberg | Mats Johansson      | Malmö stadsteater |
| 1955 |                    | Fjäderboll Lars-Levi Læstadius                                                                                                 | Lars-Levi Læstadius | Malmö stadsteater |
| 1955 |                    | Trasiga änglar eller Änglaköket Albert Husson                                                                                  | Yngve Nordwall      | Malmö stadsteater |
| 1955 | Herden             | Lea och Rakel Vilhelm Moberg                                                                                                   | Ingmar Bergman      | Malmö stadsteater |
| 1955 |                    | I Italien Hjalmar Bergman | Mats Johansson      | Malmö stadsteater |
| 1955 |                    | Lyckliga dagar Claude André Puget                                                                                              | Mats Johansson      | Malmö stadsteater |
| 1956 | Ivan               | Bruden utan hemgift Aleksandr Ostrovskij                                                                                       | Ingmar Bergman      | Malmö stadsteater |
| 1956 |                    | Ornifle Jean Anouilh | Yngve Nordwall      | Malmö stadsteater |
| 1956 |                    | Huckleberry Finns äventyr Gösta Terserus efter Mark Twains roman                                                               | Mats Johansson      | Malmö stadsteater |
| 1956 |                    | Hjälte mot sin vilja Ira Levin efter en roman av Mac Hyman                                                                     | Yngve Nordwall      | Malmö stadsteater |
| 1956 |                    | Snaran Werner Aspenström | Yngve Nordwall      | Malmö stadsteater |
| 1956 |                    | Trojanska kriget blir inte av Jean Giraudoux                                                                                   | Lars-Levi Læstadius | Malmö stadsteater |
| 1956 | Nils Gyllenstierna | Erik XIV August Strindberg | Ingmar Bergman      | Malmö stadsteater |
| 1957 | Brudgummen         | Peer Gynt Henrik Ibsen | Ingmar Bergman      | Malmö stadsteater |
| 1957 |                    | Fröken Rosita eller Blommornas språk Federico Garcia Lorca                                                                     | Frank Sundström     | Malmö stadsteater |
| 1957 |                    | Eurydike Jean Anouilh | Lars-Levi Læstadius | Malmö stadsteater |
| 1958 |                    | Järnvattnet i Madrid Lope de Vega                                                                                              | Sandro Malmquist    | Riksteatern       |
| 1958 | Jasja, betjänt     | Körsbärsträdgården Anton Tjechov                                                                                               | Sandro Malmquist    | Riksteatern       |
| 1960 | James Keller       | Miraklet William Gibson | Per Gerhard         | Vasateatern       |
| 1968 | Jack Barnstable    | Älskling, du vet att jag inte hör dig när vattnet rinner (You Know I Can't Hear You When The Water Is Running) Robert Anderson | Per Gerhard         | Lilla teatern     |